# Catocala vallantini
Catocala vallantini är en fjärilsart som beskrevs av Charles Oberthür 1894. Catocala vallantini ingår i släktet Catocala och familjen nattflyn. Inga underarter finns listade i Catalogue of Life.